# Conferința de la Genova

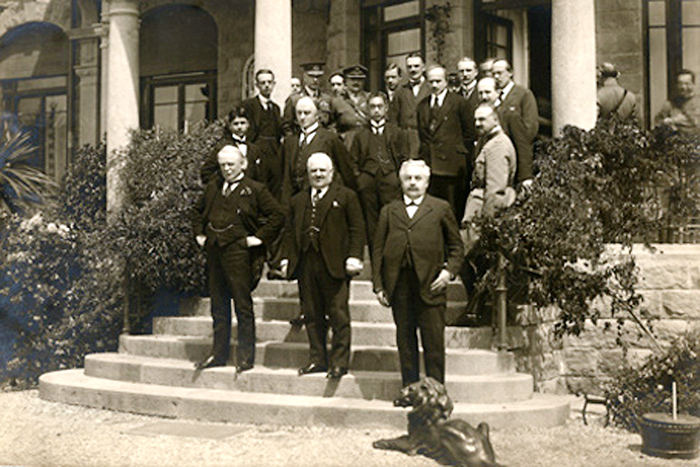
Participanții la Conferința de la Genova din 1922

Conferința de la Genova a fost o conferința economică și politică convocată în Genova, Italia în 1922 (10 aprilie - 19 mai). Au participat reprezentanții ai 34 de țări care trebuiau să discute problemele legate financiare apărute după sfârșitul Primului Război Mondial. Printre obiectivele conferinței s-au aflat formularea unei strategii de reconstrucție a Europei Centrale și Răsăritene și a unei poziții a statelor capitaliste europene fața de noul stat bolșevic rus. 
Printre propunerile făcute la această conferință s-a numat aceea a revenirii parțiale la etalonul aur. „Etalonul aur” fusese abandonat de către băncile centrale europene pentru a permite guvernelor lor să facă față uriașelor cheltuieli de război din timpul primei conflagrații mondiale. După încheierea războiului, finanțiștii erau de acord cu o revenire limitată la o economie bazată pe etalonul aur, dar doreau ca aurul să fie „conservat” în rezervele statului, adică plățile curente să fie făcute doar prin intermediul banilor din hârtie. 
Reîntoarcerea parțială la etalonul aur a fost menită să permită băncilor centrale să păstreze o parte a rezervei valutare în moneda națională, care ar fi fost în schimb direct convertibilă în monede din aur. Etalonul aur interbelic era o politică monetară care nu permitea emiterea sau circulația monedelor din aur, liberaliza importul și exportul de aur, permitea achiziționarea și vânzarea aurului la prețuri fixe și, deși guvernele recunoșteau convertibilitatea în aur a bancnotelor, cursul valutei naționale nu era garantat în totalitate de rezervele de aur ale băncilor centrale. 
Revenirea la etalonul aur a permis cetățenilor unor state europene să au primit permisiunea să-și preschimbe bancnotele în lingouri de aur. Aceste lingouri nu erau folosite însă în tranzacțiile curente, ci erau în principal tezaurizate în seifurile băncilor.

## Resurse internet
- Conferința de la Genova – Encyclopædia Britannica
- Kirsten Wandschneider, The Stability of the Inter-war Gold Exchange Standard. Did Politics Matter? Arhivat în 25 aprilie 2012, la Wayback Machine.
- Murray N. Rothbard, The Monetary Breakdown of the West - Ludwig Von Mises Institute